# XINU
XINU (Xinu Is Not Unix) est le nom d'un petit système d'exploitation orienté "temps réel" créé par Douglas Comer à des fins éducatives. Il a aussi été utilisé industriellement.
Son auteur a totalement respecté, a des fins de lisibilité, sa conception en couches, qui reconnue pour être efficace à la conception se révèle décevante dans ses performances.
Le système a été initialement conçu sur un PDP-11/03.
L'acronyme trouvé est récursif, il fait référence à lui même dans sa forme développée.